# Nina Stojanović
Nina Stojanović (ser. Нина Стојановић; ur. 30 lipca 1996 w Belgradzie) – serbska tenisistka, reprezentantka kraju w rozgrywkach Pucharu Federacji.

## Kariera tenisowa
W karierze zwyciężyła w jedenastu singlowych i dwudziestu sześciu deblowych turniejach rangi ITF. 2 marca 2020 roku zajmowała najwyższe miejsce w rankingu singlowym WTA Tour – 81. pozycję. 17 stycznia 2022 roku osiągnęła najwyższą lokatę w rankingu deblowym – 37. miejsce.
W zawodach cyklu WTA Tour Serbka wygrała dwa turnieje w grze podwójnej z sześciu rozegranych finałów.
Jako juniorka osiągnęła trzy półfinały wielkoszlemowe w grze podwójnej. W 2013 roku dotarła do tej fazy podczas French Open oraz Wimbledonu, natomiast w roku 2014 awansowała do półfinału Australian Open.
W roku 2014 zadebiutowała w reprezentacji Serbii podczas Pucharu Federacji. Startowała wówczas w Grupie Światowej II w rywalizacji deblowej. Jej partnerką była Jovana Jakšić, a serbskie tenisistki pokonały debel kanadyjski w składzie Gabriela Dabrowski i Sharon Fichman.
Pierwszy mecz singlowy w głównej drabince turnieju wielkoszlemowego wygrała podczas Australian Open 2021, kiedy to pokonała Irinę-Camelię Begu 6:3, 6:4. W drugiej rundzie zatrzymała Serbkę Serena Williams. Podczas tego samego turnieju w grze podwójnej Stojanović osiągnęła najlepszy wynik deblowy. W parze z Dariją Jurak ograły w drugiej rundzie rozstawione z numerem pierwszym Hsieh Su-wei i Barborę Strýcovą, a w ćwierćfinale Aleksandrę Krunić i Martinę Trevisan. W półfinale musiały uznać wyższość czeskiego duetu Barbora Krejčíková–Kateřina Siniaková.
Podczas Letnich Igrzysk Olimpijskich w Tokio wystąpiła w grze mieszanej w parze z Novakiem Đokoviciem. Doszli do półfinału, w którym ulegli duetowi Jelena Wiesnina–Asłan Karacew 6:7(4), 5:7. Na mecz o brązowy medal już nie wyszli, dzięki czemu Ashleigh Barty i John Peers stanęli na trzecim miejscu podium turnieju olimpijskiego.

## Historia występów wielkoszlemowych
Legenda
     W, wygrany turniej
     F, przegrana w finale
     SF, przegrana w półfinale
     QF, przegrana w ćwierćfinale
     xR, przegrana w x rundzie
     Qx, przegrana w x rundzie kwalifikacji
     A, brak startu
     NH, turniej nie odbył się

### Występy w grze pojedynczej
| Australian Open        | A   | A   | A   | Q1  | A   | A  | 1R | 2R  | Q2  | A   | A   | Q3 | 0 / 2 | 1 – 2 |  |  |  |  |  |  |  |  |  |  |  |  |  |
| French Open            | A   | A   | A   | Q1  | A   | A  | 1R | 1R  | A   | A   | A   |    | 0 / 2 | 0 – 2 |  |  |  |  |  |  |  |  |  |  |  |  |  |
| Wimbledon              | A   | A   | A   | Q1  | A   | A  | NH | 1R  | A   | A   | A   |    | 0 / 1 | 0 – 1 |  |  |  |  |  |  |  |  |  |  |  |  |  |
| US Open                | A   | A   | Q1  | Q1  | Q1  | Q3 | 1R | 1R  | A   | A   | Q1  |    | 0 / 2 | 0 – 2 |  |  |  |  |  |  |  |  |  |  |  |  |  |
|                        |     |     |     |     |     |    |    |     |     |     |     |    |       |       |  |  |  |  |  |  |  |  |  |  |  |  |  |
| Ranking na koniec roku | 550 | 287 | 142 | 233 | 244 | 86 | 99 | 114 | 637 | 667 | 429 |    | 0 / 7 | 1 – 7 |  |  |  |  |  |  |  |  |  |  |  |  |  |

### Występy w grze podwójnej
| Australian Open        | A   | A   | A   | A  | 3R | A   | 3R | SF | 1R  | A   | A   | 1R | 0 / 5  | 8 – 5   |  |  |  |  |  |  |  |  |  |  |  |  |
| French Open            | A   | A   | A   | 1R | 2R | A   | 2R | 1R | A   | A   | A   |    | 0 / 4  | 2 – 4   |  |  |  |  |  |  |  |  |  |  |  |  |
| Wimbledon              | A   | A   | A   | 1R | A  | A   | NH | QF | A   | A   | A   |    | 0 / 2  | 2 – 2   |  |  |  |  |  |  |  |  |  |  |  |  |
| US Open                | A   | A   | A   | 1R | 2R | A   | A  | 2R | A   | A   | 1R  |    | 0 / 4  | 2 – 4   |  |  |  |  |  |  |  |  |  |  |  |  |
|                        |     |     |     |    |    |     |    |    |     |     |     |    |        |         |  |  |  |  |  |  |  |  |  |  |  |  |
| Ranking na koniec roku | 507 | 200 | 166 | 57 | 72 | 118 | 85 | 40 | 495 | 779 | 312 |    | 0 / 15 | 14 – 15 |  |  |  |  |  |  |  |  |  |  |  |  |

### Występy w grze mieszanej
| Australian Open | A | A | A | A | A | A | A  | A | 1R | A | A | 1R | 0 / 2 | 0 – 2 |  |  |  |  |  |  |  |  |  |  |  |  |  |
| French Open     | A | A | A | A | A | A | NH | A | A  | A | A |    | 0 / 0 | 0 – 0 |  |  |  |  |  |  |  |  |  |  |  |  |  |
| Wimbledon       | A | A | A | A | A | A | NH | A | A  | A | A |    | 0 / 0 | 0 – 0 |  |  |  |  |  |  |  |  |  |  |  |  |  |
| US Open         | A | A | A | A | A | A | NH | A | A  | A | A |    | 0 / 0 | 0 – 0 |  |  |  |  |  |  |  |  |  |  |  |  |  |
|                 |   |   |   |   |   |   |    |   |    |   |   |    |       |       |  |  |  |  |  |  |  |  |  |  |  |  |  |
|                 |   |   |   |   |   |   |    |   |    |   |   |    | 0 / 2 | 0 – 2 |  |  |  |  |  |  |  |  |  |  |  |  |  |

## Finały turniejów WTA
| Legenda                     | Legenda |
| --------------------------- | ------- |
| Wielki Szlem                |         |
| Igrzyska olimpijskie        |         |
| WTA Tour Championships      |         |
| 2009 – 2020                 |         |
| WTA Premier Mandatory       |         |
| WTA Premier 5               |         |
| WTA Premier                 |         |
| WTA International Series    |         |
| WTA 125K series (2012–2020) |         |
| od 2021                     |         |
| WTA 1000 (obowiązkowe)      |         |
| WTA 1000 (nieobowiązkowe)   |         |
| WTA 500                     |         |
| WTA 250                     |         |
| WTA 125                     |         |

### Gra podwójna 6 (2–4)
| Końcowy wynik | Nr | Data                 | Turniej | Nawierzchnia | Partnerka         | Przeciwniczki                       | Wynik finału      |
| ------------- | -- | -------------------- | ------- | ------------ | ----------------- | ----------------------------------- | ----------------- |
| Finalistka    | 1. | 5 maja 2017          | Rabat   | Ceglana      | Maryna Zanewśka   | Tímea Babos Andrea Hlaváčková       | 6:2, 3:6, 5–10    |
| Finalistka    | 2. | 23 lipca 2017        | Gstaad  | Ceglana      | Viktorija Golubic | Kiki Bertens Johanna Larsson        | 6:7(4), 6:4, 7–10 |
| Finalistka    | 3. | 15 października 2017 | Tiencin | Twarda       | Dalila Jakupović  | Irina-Camelia Begu Sara Errani      | 4:6, 3:6          |
| Zwyciężczyni  | 1. | 28 lipca 2019        | Jurmała | Ceglana      | Sharon Fichman    | Jeļena Ostapenko Galina Woskobojewa | 2:6, 7:6(1), 10–6 |
| Zwyciężczyni  | 2. | 21 maja 2021         | Belgrad | Ceglana      | Aleksandra Krunić | Greet Minnen Alison Van Uytvanck    | 6:0, 6:2          |
| Finalistka    | 4. | 18 lipca 2021        | Praga   | Twarda       | Viktória Kužmová  | Marie Bouzková Lucie Hradecká       | 6:7(3), 4:6       |

## Finały turniejów WTA 125

### Gra pojedyncza 1 (1–0)
| Końcowy wynik | Nr | Data              | Turniej | Nawierzchnia | Przeciwniczka       | Wynik finału  |
| ------------- | -- | ----------------- | ------- | ------------ | ------------------- | ------------- |
| Zwyciężczyni  | 1. | 24 listopada 2024 | Colina  | Ceglana      | María Lourdes Carlé | 3:6, 6:4, 6:4 |

### Gra podwójna 5 (1–4)
| Końcowy wynik | Nr | Data              | Turniej             | Nawierzchnia | Partnerka         | Przeciwniczki                       | Wynik finału   |
| ------------- | -- | ----------------- | ------------------- | ------------ | ----------------- | ----------------------------------- | -------------- |
| Finalistka    | 1. | 26 lipca 2024     | Warszawa            | Twarda       | Céline Naef       | Weronika Falkowska Martyna Kubka    | 4:6, 6:7(5)    |
| Finalistka    | 2. | 10 sierpnia 2024  | Hamburg             | Ceglana      | Arantxa Rus       | Anna Bondár Kimberley Zimmermann    | 7:5, 3:6, 9–11 |
| Zwyciężczyni  | 1. | 22 listopada 2024 | Colina              | Ceglana      | Majar Szarif      | Léolia Jeanjean Kristina Mladenovic | walkower       |
| Finalistka    | 3. | 3 stycznia 2025   | Canberra            | Twarda       | Darja Semeņistaja | Jaimee Fourlis Petra Hule           | 5:7, 6:4, 6–10 |
| Finalistka    | 4. | 5 kwietnia 2025   | La Bisbal d’Empordà | Ceglana      | Darja Semeņistaja | Magali Kempen Anna Sisková          | 6:7(1), 1:6    |

## Finały turniejów ITF
| turnieje z pulą nagród 100 000 $ (W100)  |
| turnieje z pulą nagród 75/80 000 $ (W80) |
| turnieje z pulą nagród 50/60 000 $ (W75) |
| turnieje z pulą nagród 40 000 $ (W50)    |
| turnieje z pulą nagród 25/30 000 $ (W35) |
| turnieje z pulą nagród 15 000 $ (W15)    |
| turnieje z pulą nagród 10 000 $          |

### Gra pojedyncza 19 (11–8)
| Rezultat     |     | Data       | Turniej            | ($)    | Naw.           | Przeciwniczka          | Wynik               |
| Zwyciężczyni | 1.  | 04/05/2014 | Szarm el-Szejk     | 10 000 | Twarda         | Katie Boulter          | 3:6, 6:4, 6:3       |
| Finalistka   | 1.  | 18/05/2014 | Szarm el-Szejk     | 10 000 | Twarda         | Polina Lejkina         | 2:6, 6:2, 2:6       |
| Finalistka   | 2.  | 23/11/2014 | Szarm el-Szejk     | 10 000 | Twarda         | Vojislava Lukić        | 6:7(5), 7:6(3), 3:6 |
| Zwyciężczyni | 2.  | 30/11/2014 | Szarm el-Szejk     | 10 000 | Twarda         | Anastasija Przybyłowa  | 7:6(9), 6:3         |
| Zwyciężczyni | 3.  | 20/12/2014 | Navi Mumbai        | 25 000 | Twarda         | Nateła Dzałamidze      | 3:6, 6:1, 6:4       |
| Finalistka   | 3.  | 21/02/2015 | Cuernavaca         | 25 000 | Twarda         | Marcela Zacarías       | 3:6, 2:6            |
| Finalistka   | 4.  | 06/09/2015 | Antalya            | 10 000 | Twarda         | Lou Brouleau           | 1:6, 1:6            |
| Finalistka   | 5.  | 20/02/2016 | Nowe Delhi         | 25 000 | Twarda         | Sabina Sharipova       | 6:3, 2:6, 4:6       |
| Finalistka   | 6.  | 09/04/2016 | Karszy             | 25 000 | Twarda         | Rebecca Šramková       | 1:6, 3:6            |
| Finalistka   | 7.  | 29/05/2016 | Tiencin            | 50 000 | Twarda         | Aryna Sabalenka        | 7:5, 3:6, 1:6       |
| Zwyciężczyni | 4.  | 19/06/2016 | Brunszwik          | 25 000 | Ceglana        | Ekaterine Gorgodze     | 6:4, 6:3            |
| Zwyciężczyni | 5.  | 30/10/2016 | Liuzhou            | 50 000 | Twarda         | Jang Su-jeong          | 6:3, 6:4            |
| Zwyciężczyni | 6.  | 27/05/2018 | Baotou             | 60 000 | Ceglana (hala) | Xu Shilin              | 6:0, 6:4            |
| Finalistka   | 8.  | 27/10/2018 | Stambuł            | 25 000 | Twarda (hala)  | Raluca Șerban          | 2:6, 5:7            |
| Zwyciężczyni | 7.  | 14/07/2019 | Versmold           | 60 000 | Ceglana        | Katharina Hobgarski    | 6:0, 7:5            |
| Zwyciężczyni | 8.  | 08/09/2019 | Changsha           | 60 000 | Ceglana        | Aleksandrina Najdenowa | 6:1, 6:1            |
| Zwyciężczyni | 9.  | 27/10/2019 | Poitiers           | 80 000 | Twarda (hala)  | Ludmiła Samsonowa      | 6:2, 7:6(2)         |
| Zwyciężczyni | 10. | 20/11/2022 | Szarm el-Szejk     | 25 000 | Twarda         | Tatjana Prozorowa      | 7:6(10), 5:7, 6:1   |
| Zwyciężczyni | 11. | 09/06/2024 | Kuršumlijska Banja | 25 000 | Ceglana        | Vivian Wolff           | 6:2, 6:4            |

### Gra podwójna 36 (26–10)
| Rezultat     |     | Data       | Turniej            | ($)       | Naw.          | Partnerka            | Przeciwniczki                            | Wynik              |
| Zwyciężczyni | 1.  | 15/03/2014 | Szarm el-Szejk     | 10 000    | Twarda        | Ana Veselinović      | Dea Herdželaš Natasha Palha              | 6:0, 4:6, 10–6     |
| Zwyciężczyni | 2.  | 03/05/2014 | Szarm el-Szejk     | 10 000    | Twarda        | Katie Boulter        | Dong Xiaorong Pia König                  | 6:4, 6:2           |
| Zwyciężczyni | 3.  | 11/05/2014 | Szarm el-Szejk     | 10 000    | Twarda        | Katie Boulter        | Jekatierina Kliujewa Sofija Smagina      | 6:2, 6:3           |
| Zwyciężczyni | 4.  | 17/05/2014 | Szarm el-Szejk     | 10 000    | Twarda        | Lisa Sabino          | Lucy Brown Polina Liejkina               | 6:3, 4:6, 10–3     |
| Finalistka   | 1.  | 07/09/2014 | Belgrad            | 10 000    | Ceglana       | Nina Alibalić        | Natalija Kostić Izabełła Szinikowa       | 1:6, 2:6           |
| Zwyciężczyni | 5.  | 12/09/2014 | Vrnjačka Banja     | 10 000    | Ceglana       | Dea Herdželaš        | Daria Łodikowa Kateryna Sliusar          | 6:3, 6:0           |
| Zwyciężczyni | 6.  | 31/10/2014 | Oslo               | 10 000    | Twarda (hala) | Alexa Guarachi       | Maryna Kołb Nadija Kołb                  | 6:4, 7:6(7)        |
| Zwyciężczyni | 7.  | 22/11/2014 | Szarm el-Szejk     | 10 000    | Twarda        | Anna Morgina         | Alina Michiejewa Martina Pradová         | 5:7, 6:1, 10–3     |
| Zwyciężczyni | 8.  | 19/12/2014 | Navi Mumbai        | 25 000    | Twarda        | Despina Papamichail  | Miyabi Inoue Miki Miyamura               | 7:6(5), 6:2        |
| Zwyciężczyni | 9.  | 26/12/2014 | Pune               | 25 000    | Twarda        | Anna Morgina         | Oksana Kalasznikowa Anastasija Wasyljewa | 7:6(7), 6:4        |
| Finalistka   | 2.  | 28/02/2015 | Rancho Santa Fe    | 25 000    | Twarda        | İpek Soylu           | Samantha Crawford Asia Muhammad          | 0:6, 3:6           |
| Zwyciężczyni | 10. | 05/09/2015 | Antalya            | 10 000    | Twarda        | Despina Papamichail  | Cristiana Ferrando Chiara Grimm          | 1:6, 6:1, 10–5     |
| Zwyciężczyni | 11. | 02/10/2015 | Clermont-Ferrand   | 25 000    | Twarda (hala) | Anastasija Komardina | Elyne Boeykens Eva Wacanno               | 6:2, 6:1           |
| Zwyciężczyni | 12. | 18/12/2015 | Navi Mumbai        | 25 000    | Twarda        | Anna Morgina         | Polina Lejkina Lu Jiajing                | 6:3, 7:5           |
| Zwyciężczyni | 13. | 27/02/2016 | Moskwa             | 25 000    | Twarda (hala) | Anastasija Komardina | Polina Monowa Jana Szyzykowa             | 6:7(5), 6:1, 12–10 |
| Finalistka   | 3.  | 18/06/2016 | Brunszwik          | 25 000    | Ceglana       | Anita Husarić        | Katharina Gerlach Katharina Hobgarski    | 4:6, 3:6           |
| Zwyciężczyni | 14. | 24/06/2016 | Ystad              | 25 000    | Ceglana       | Cornelia Lister      | Dia Ewtimowa Pia König                   | 6:4, 6:2           |
| Finalistka   | 4.  | 17/09/2016 | Biarritz           | 100 000   | Ceglana       | Cornelia Lister      | Irina Chromaczowa Maryna Zanewśka        | 6:4, 5:7, 8–10     |
| Zwyciężczyni | 15. | 19/11/2016 | Shenzhen           | 100 000   | Twarda        | You Xiaodi           | Han Xinyun Zhu Lin                       | 6:4, 7:6(6)        |
| Zwyciężczyni | 16. | 17/12/2016 | Dubaj              | 100 000+H | Twarda        | Mandy Minella        | Hsieh Su-wei Walerija Sawinych           | 6:3, 3:6, 10–4     |
| Zwyciężczyni | 17. | 23/06/2017 | Izmir              | 60 000    | Twarda        | An-Sophie Mestach    | Emma Laine Kotomi Takahata               | 6:4, 7:5           |
| Finalistka   | 5.  | 14/07/2017 | Budapeszt          | 100 000   | Ceglana       | Aleksandra Krunić    | Mariana Duque Mariño María Irigoyen      | 6:7(3), 5:7        |
| Zwyciężczyni | 18. | 21/10/2017 | Suzhou             | 60 000    | Twarda        | Jacqueline Cako      | Eri Hozumi Miyu Katō                     | 2:6, 7:5, 10–2     |
| Zwyciężczyni | 19. | 11/11/2017 | Shenzhen           | 100 000   | Twarda        | Jacqueline Cako      | Shūko Aoyama Yang Zhaoxuan               | 6:4, 6:2           |
| Finalistka   | 6.  | 16/04/2018 | Óbidos             | 25 000    | Dywanowa      | An-Sophie Mestach    | Sarah Beth Grey Olivia Nicholls          | 6:4, 6:7(4), 6–10  |
| Finalistka   | 7.  | 15/06/2018 | Hódmezővásárhely   | 60 000    | Ceglana       | Danka Kovinić        | Réka Luca Jani Nadia Podoroska           | 4:6, 4:6           |
| Finalistka   | 8.  | 14/07/2018 | Versmold           | 60 000    | Ceglana       | Olga Danilović       | Pemra Özgen Despina Papamichail          | 6:1, 2:6, 4–10     |
| Zwyciężczyni | 20. | 28/07/2018 | Praga              | 80 000    | Ceglana       | Cornelia Lister      | Bibiane Schoofs Kimberley Zimmermann     | 6:2, 2:6, 10–8     |
| Zwyciężczyni | 21. | 29/09/2018 | Walencja           | 60 000+H  | Ceglana       | Irina Chromaczowa    | Walendini Gramatikopulu Renata Zarazúa   | 6:1, 6:4           |
| Finalistka   | 9.  | 26/10/2018 | Stambuł            | 25 000    | Twarda (hala) | Tereza Mrdeža        | Jekatierina Kazionowa Polina Monowa      | 3:6, 7:6(5), 6–10  |
| Zwyciężczyni | 22. | 02/11/2018 | Pétange            | 25 000    | Twarda (hala) | Anastasia Pribylowa  | Katarzyna Piter Chantal Škamlová         | 2:6, 6:2, 10–8     |
| Finalistka   | 10. | 11/05/2019 | Monzón             | 25 000    | Twarda        | Despina Papamichail  | Jana Fett Dalma Gálfi                    | 6:7(2), 2:6        |
| Zwyciężczyni | 23. | 22/06/2019 | Staré Splavy       | 60 000+H  | Ceglana       | Nateła Dzałamidze    | Kyōka Okamura Dejana Radanović           | 6:3, 6:3           |
| Zwyciężczyni | 24. | 12/11/2022 | Szarm el-Szejk     | 25 000    | Twarda        | Arantxa Rus          | Lu Jiajing Magali Kempen                 | 7:6(1), 6:2        |
| Zwyciężczyni | 25. | 18/05/2024 | Kuršumlijska Banja | 15 000    | Ceglana       | Natalija Senić       | Daria Kuczer Vicky Van de Peer           | 7:5, 7:5           |
| Zwyciężczyni | 26. | 15/03/2025 | Târgu Mureș        | 60 000    | Twarda (hala) | Camilla Rosatello    | Madeleine Brooks Justina Mikulskytė      | 7:6(1), 6:2        |

## Występy w igrzyskach olimpijskich

### Gra pojedyncza
| Runda                                                                  | Przeciwniczka             | Wynik    |
| ---------------------------------------------------------------------- | ------------------------- | -------- |
|                                                                        |                           |          |
| Letnie Igrzyska Olimpijskie w Tokio 2020, reprezentując państwo Serbia |                           |          |
| I runda                                                                | Japonia: Nao Hibino       | 6:3, 6:3 |
| II runda                                                               | Grecja: Maria Sakari [14] | 1:6, 2:6 |

### Gra podwójna
| Runda                                                                  | Partnerka         | Przeciwniczki                   | Wynik           |
| ---------------------------------------------------------------------- | ----------------- | ------------------------------- | --------------- |
|                                                                        |                   |                                 |                 |
| Letnie Igrzyska Olimpijskie w Tokio 2020, reprezentując państwo Serbia |                   |                                 |                 |
| I runda                                                                | Aleksandra Krunić | Chiny: Xu Yifan / Yang Zhaoxuan | 6:4, 4:6, 16–18 |

### Gra mieszana
| Runda                                                                  | Partner       | Przeciwnicy                                                  | Wynik       |
| ---------------------------------------------------------------------- | ------------- | ------------------------------------------------------------ | ----------- |
|                                                                        |               |                                                              |             |
| Letnie Igrzyska Olimpijskie w Tokio 2020, reprezentując państwo Serbia |               |                                                              |             |
| I runda                                                                | Novak Đoković | Brazylia: Luisa Stefani / Marcelo Melo                       | 6:3, 6:4    |
| Ćwierćfinał                                                            | Novak Đoković | Niemcy: Laura Siegemund / Kevin Krawietz                     | 6:1, 6:2    |
| Półfinał                                                               | Novak Đoković | Rosyjski Komitet Olimpijski: Jelena Wiesnina / Asłan Karacew | 6:7(4), 5:7 |
| O brązowy medal                                                        | Novak Đoković | Australia: Ashleigh Barty / John Peers                       | walkower    |